# Zahnputztechnik
Unter der Zahnputztechnik wird die Vorgehensweise verstanden, wie die Zahnbürste zur Zahnpflege im Mund geführt wird.
Durch die richtige Technik kann bei effizienter Reinigungswirkung eine Schädigung der Zahnsubstanz oder des Zahnfleisches vermieden werden und somit eine hohe Zahnprophylaxe erreicht werden.

## Allgemeine Putzhinweise
- Verwenden fluoridhaltiger Zahnpasta – für Erwachsene mit erhöhtem Kariesrisiko kann die besonders hohe Fluoridkonzentration einer apothekenpflichtigen Zahnpasta sinnvoll sein
- Nach dem Zähneputzen mit nur wenig Wasser nachspülen, damit nicht alles Fluorid weggespült wird, alternativ fluoridhaltiges Mundwasser verwenden
- zweimal täglich Putzen – wichtig ist vor allem das Einwirken von Fluorid auf die von Belag befreiten Zähne
- die Zahnbürste nicht zu fest an die Zähne pressen
- weiche oder mittelharte Zahnbürste verwenden[1]

## Putzsystematik
Damit bei der häuslichen Zahnreinigung keine Bereiche ausgelassen werden, wird das Beachten einer Putzsystematik empfohlen. Bekannt ist dabei die Abfolge nach dem KAI-System, wie sie meist Kindern und Jugendlichen vermittelt wird:
- K = Begonnen wird bei den Kauflächen.
- A = Danach werden die Außenflächen gereinigt.
- I = Schließlich folgen die Innenflächen.

## Zahnputztechnik nach Fones (Rotations-Methode)
Bei der Fones-Technik werden zunächst die Frontzähne aufeinander gestellt und die Bürste kreisend vom Oberkieferzahnfleisch zum Unterkieferzahnfleisch geführt – Stück für Stück vom Seitzahnbereich zum Frontzahnbereich und weiter zum gegenüberliegenden Seitzahnbereich.
Innen werden die Zähne bei geöffnetem Munde geputzt: hier in kleinen Kreisen vom Zahnfleisch zum Zahn – ebenso vom Seitzahn- zum Frontzahnbereich und weiter zum gegenüberliegenden Seitzahnbereich. Dabei werden beide Kiefer gesondert behandelt. Abschließend werden die Kauflächen mit kleinen rotierenden Bewegungen gereinigt.
Sie ist aufgrund ihrer besonders leichten Erlernbarkeit auch schon im Vorschul- und Jugendalter sinnvoll.
(Beginn der Feinmotorik: "Wir malen alle einen Ball...")
Die Rotations-Putzmethodik ist in Deutschland die bekannteste Methode und wird oft in Patienten-Broschüren empfohlen. Eine deutsche Studie verglich die Putzleistung von Studenten nach einem ausgedehnten multimedialen Training von entweder der Fones-Technik, der Bass-Technik oder allgemeinen Hilfestellungen zum Zähneputzen. Die Anwender der Fones-Methode hatten den geringsten Grad an Plaquebildung sowohl am Zahnhals als auch zwischen den Zähnen und die geringste Neigung zum Zahnfleischbluten über den gesamten Verlauf von 28 Wochen. Die Anwender der Bass-Technik profitierten zwar insgesamt von dem Training, jedoch nicht signifikant mehr als die Kontrollgruppe, die nur allgemeine Hinweise bekam.

## Zahnputztechnik nach Bass (Rütteltechnik)

Zahnputztechnik: modifizierte Bass-Technik

Bei der Rütteltechnik nach Charles Bass wird das Borstenfeld schräg in einem Winkel von etwa 45 Grad zum Zahnfleisch (Gingiva) gerichtet. Jeweils ein Teil der Borsten ruht dabei auf dem Zahnfleisch sowie der Zahnoberfläche. Aus dieser Grundhaltung heraus dringen mittels kleiner Hin- und Her-Bewegungen die Borsten in die Zahnzwischenräume und lösen die Beläge. Die Rückseiten werden gereinigt, indem die Zahnbürste senkrecht gehalten wird und auch hier kleine Rüttelbewegungen ausgeführt werden. Die Kauflächen werden mit senkrecht aufliegenden Borsten gereinigt. (Dauer: ca. 10-mal pro Zahnabschnitt)
Bei dieser Zahnputztechnik wird gleichzeitig der Zahnfleischrand angeregt und massiert. Sie ist auch geeignet bei vorliegender Parodontitis.
Die Zahnputztechnik nach Bass wird oft von Zahnärzten und Lehrbüchern empfohlen, hat sich aber in einer vergleichenden, standardisierten geblindeten Studie als nicht signifikant effektiver herausgestellt als allgemeine Zahnputz-Hinweise und war der Fones-Technik unterlegen (siehe dort).
Dabei werden im Ergebnis aber allein Entzündungs- und Reinigungsparameter herangezogen, nicht aber z. B. traumatogene Komponenten. Das Untersuchen einzelner Faktoren hat eher akademische als praktische Relevanz.
Bass veröffentlichte sein Hygienekonzept 1954. Es wurde aus feingeweblichen Untersuchungen abgeleitet, welche die ehesten Erkrankungsorte lokalisierten und umfasste neben der beschriebenen Putztechnik auch die interdentale Reinigung mittels Zahnseide. Seine Prämissen, dort besonders intensiv zu reinigen, wo die größte Gefahr besteht, gelten noch heute. Da im Gegensatz zu 1954 inzwischen neue Utensilien zum häuslichen Zahnreinigungsprozess zur Verfügung stehen, gibt es heute Modifikationen des empfohlenen Vorgehens (modifizierte Bass-Techniken), ohne dabei den richtigen Grundgedanken zu verlassen.

## Zahnputztechnik nach Stillman
Das Borstenfeld wird schräg in einem Winkel von etwa 45 Grad zur Zahnachse auf das Zahnfleisch gedrückt. Aus dieser Grundhaltung wird das Borstenfeld zum Zahn hin abgerollt. Das Zahnfleisch wird gut massiert, jedoch ist die Reinigung der Zahnfleischfurche nicht so optimal wie bei der Zahnputztechnik nach Bass. (Dauer: ca. 5-mal pro Zahnabschnitt). Die Technik ist geeignet bei Zahnfleischrückgang.

## Massagetechnik nach Charters
Diese Methode ist keine Reinigungstechnik und kann ergänzend  zur üblichen Zahnreinigung bei schweren Parodontitiden nach parodontalchirurgischen Maßnahmen  durchgeführt werden.
Das Borstenfeld wird schräg in einem Winkel von etwa 45 Grad zur Zahnachse gerichtet. Aus dieser Grundhaltung wird das Borstenfeld mit leichtem Druck von der Kaufläche zum Zahnfleisch geführt. Durch kleine kreisende und rüttelnde Bewegungen erfolgt dabei eine intensive Massage des Zahnfleisches (Dauer: ca. 8 Minuten). Tatsächlich hat die Charters-Methodik historischen Wert und kommt heute kaum mehr zur Anwendung.

## Jackson-Technik
Hierbei wird hauptsächlich mit den obersten Borsten der Bürste gearbeitet. Schräg senkrecht beginnt man nun nach der Anwendung der Bass-Technik speziell die Zwischenräume zu reinigen. Es ist auch möglich, statt der senkrechten Haltung für die Innenflächen eine waagerechte Haltung zu nutzen.

## Bewertung
Gemäß einer Zehn-Länder-Studie des University College London vom August 2014 sind keine Unterschiede bei den diversen empfohlenen Zahnputztechniken festzustellen. Kritisiert wird, dass von Zahnärzten, Zahnärzteorganisationen und Fachverbänden in verschiedensten Ländern unterschiedliche Techniken empfohlen werden, die nur zur Verwirrung und zu einem Vertrauensverlust der Patienten in die Aufklärungsbemühungen der Zahnärzteschaft führen. Ebenso würden evidenzbasierte Studien über die Effektivität der verschiedenen Zahnputztechniken fehlen.
Man solle sanft mit einer einfachen horizontalen Putzbewegung die Zähne reinigen, wobei die Zahnbürste in einem fünfundvierzig Grad-Winkel an die Zähne gehalten werden soll. Die Bürste soll wie ein Bleistift und nicht mit der Faust gehalten werden, um ein zu starkes Aufdrücken der Zahnbürste zu vermeiden. Entscheidend ist, dass speziell dort geputzt wird, wo sich die Plaque festsetzt, und dies ist auf den Kauflächen und am Übergang zwischen Zahn und Zahnfleisch, und zwar sowohl an den Außenseiten wie auch an den Innenseiten der Zähne.
Dabei ist die Wahl der richtigen Zahnbürste außerordentlich wichtig, um Schäden am Zahnfleisch und an den Zahnhartgeweben zu vermeiden.